# Oscar Camenzind
Oscar Camenzind, född 12 september 1971 i Gersau, Schwyz, är en schweizisk före detta professionell tävlingscyklist.
Camenzind var en framträdande endagscyklist och firade sina största triumfer under det sena 90-talet och tidiga 00-talet. 1997 vann han det schweiziska nationsmästerskapens linjelopp. 1998 vann Camenzind världsmästerskapens linjelopp i Valkenburg, Nederländerna, 23 sekunder före belgaren Peter Van Petegem. Förutom dessa två titlar vann Camenzind även Lombardiet runt 1998, Tour de Suisse 2000 och Liège–Bastogne–Liège 2001.
Camenzind testade positivt för det förbjudna dopningspreparatet EPO 2004 under förberedelserna inför OS i Aten. Detta ledde till att han lade av som professionell cyklist.

## Meriter
1997
1:a  Nationsmästerskapens linjelopp
2:a Tour de Suisse
1998
1:a  Världsmästerskapens linjelopp
1:a Lombardiet runt
4:a Giro d'Italia
2000
1:a Tour de Suisse
2001
1:a Liège–Bastogne–Liège

## Stall
- Ceramica Panaria-Vinavil 1996
- Mapei 1997–1998
- Lampre-Daikin 1999–2001
- Phonak Hearing Systems 2002–2004